# Obrzędy świątynne
Obrzędy świątynne – w tradycji ruchu świętych w dniach ostatnich (mormonów) praktyki religijne zarezerwowane dla świątyń.
Kościół Jezusa Chrystusa Świętych w Dniach Ostatnich, największa denominacja mormońska, do obrzędów świątynnych zalicza chrzty za zmarłych, obmycia i namaszczenia, obdarowania oraz pieczętowania (w tym też małżeństwa na wieczność). Przywilej dostępu do świątyń oraz udział w wymienionych obrzędach stanowią kulminację życia religijnego świętych w dniach ostatnich. Mają one dostarczyć wiernym zrytualizowany przegląd życia upodabniającego do Jezusa Chrystusa, służyć jako narzędzie do zwiększenia osobistego oddania oraz instrument duchowej odnowy. David O. McKay, jeden z prezydentów Kościoła, mówiąc o nich stwierdził, że stanowią one wznoszenie się, krok po kroku, ku wieczystej obecności. Dzięki nim i tylko dzięki nim moce Boże są darowane śmiertelnikom. Obrzędy świątynne potwierdzają dojrzałość wierzącego, stanowią sedno jego pobożności, umożliwiają też i uszlachetniają miłość, którą jednostka odczuwa względem Boga. Wyróżnia się zbawcze obrzędy świątynne (chrzest za zmarłych) oraz obrzędy związane z wywyższeniem (wszystkie pozostałe).
Wszystkie osoby uczestniczące w obrzędach świątynnych muszą być ochrzczonymi i konfirmowanymi członkami Kościoła. Obowiązkowe jest również posiadanie ważnej rekomendacji świątynnej. Wyjątkiem są dzieci poniżej ósmego roku życia, które mogą wziąć udział w zapieczętowaniach swej własnej rodziny, zanim same zostaną ochrzczone. Osoby powyżej dwunastego roku życia mogą także brać udział w chrztach za zmarłych, w charakterze osób zastępujących nieżyjącego przodka. Uznani za godnych dorośli mogą brać udział w ceremoniach obdarowania. Wszyscy dorośli mężczyźni muszą być wyświęceni w kapłaństwie Melchizedeka. Obrzędy świątynne odprawiane są w określonym porządku.
Bruce R. McConkie, członek Kworum Dwunastu Apostołów oraz specjalista w zakresie mormońskiej doktryny, zauważył, że podstawowe elementy wszystkich obrzędów świątynnych były takie same we wszystkich dyspensacjach Ewangelii. Na gruncie rozważań teologicznych przyjmuje się, iż dla obecnej dyspensacji otrzymał je poprzez objawienie Joseph Smith pierwszy prezydent Kościoła. 
Wszystkie ze wspomnianych obrzędów mogą być odprawiane zarówno dla żywych oraz za zmarłych. W przeszłości niektóre obrzędy świątynne były odprawiane w poświęconych miejscach i budynkach nazywanych domami obdarowania. Najlepiej znaną budowlą tego typu był Dom Obdarowania w Salt Lake City, zburzony ostatecznie w 1889.